# Vimbodí i Poblet
Vimbodí i Poblet è un comune spagnolo di 1 026 abitanti situato nella comunità autonoma della Catalogna. Nel territorio comunale si trova il monastero di Santa Maria di Poblet.